# Artur Moraes
Artur Guilherme Moraes Gusmão (Leme, 25 de janeiro de 1981) é um ex-futebolista brasileiro que atuava como goleiro. É primo do também goleiro Ederson que atua no Manchester City. Seu último clube foi o Desportivo das Aves de Portugal.

## Títulos
Paulista
- Campeonato Brasileiro Série C: 2001

Cruzeiro
- Campeonato Mineiro: 2003, 2004, 2006
- Copa do Brasil: 2003
- Campeonato Brasileiro: 2003

Benfica
- Campeonato Português: 2013–14, 2014–15
- Taça de Portugal: 2013–14
- Taça da Liga: 2011–12, 2013–14
- Supertaça Cândido de Oliveira: 2014

Chapecoense
- Campeonato Catarinense: 2017

CD Aves
- Taça de Portugal: 2017–18